# Joost van den Vondel
Joost van den Vondel, född den 17 november 1587 i Köln, död den 5 februari 1679 i Amsterdam, var en nederländsk diktare och författare.

## Biografi
Vondels familj flydde när han var barn från Antwerpen och bosatte sig i Nederländerna, där fadern 1597 köpt sig borgarrätt i Amsterdam. Vondel ärvde en del av dennes inbringande strump- och sidenhandel som han skötte tillsammans med sin hustru, efter vilken han blev änkling 1635. Från och med 1643 överlämnade diktaren, som tidigt drabbats av familjesorger, ledningen åt sin son för att ostört leva för studier och diktning. 
Mot slutet av sitt liv hamnade Vondel i ekonomisk ruin genom sin sons lättsinne och tvingades ta en plats vid stadens pantbank, varifrån han efter tio år fick avsked med bibehållen lön. 1641 hade han öppet övergått till katolicismen, som han länge haft sympatier för.
Vondels liv har skildrats av hans samtida Gerard Brandt (Leven van Joost van den Vondel, 1682). En staty över Vondel restes 1867 i Amsterdam, en minnestavla uppsattes 1881 på hans födelsehus i Köln. Hans samlade verk, med utförlig biografi, utgavs 1855-69 av Jacob van Lennep.

## Diktning
Vondel är den enda av Hollands renässansskalder som nått någonting liknande världsrykte. Hans inflytande utom Holland spåras främst i den tyska 1600-talslitteraturen, hans inflytande på John Milton är enligt vissa betydande. Vondels verk har tidtals varit föremål för kritik, medan andra har jämställt honom med Shakespeare, Corneille och Racine. 

### Dramatik
Vondels rykte som dramatiker grundar sig främst på hans tragedier. Hans första drama, liksom hans äldsta dikt av större omfång, röjer tydlig inverkan av fransmannen Du Bartas, vars inflytande spåras ännu i hans "Lucifer". Vondel efterlämnade 32 versifierade sorgespel, varav 24 är originaldikter. De företer, i sammanhang med skaldens fördjupade studier, en fortskridande utveckling från medeltidens och 1500-talets naiva bibeldrama och det klassiska skoldramat i Senecas stil till det grekiskantika dramat, dock utan att de tidigare stadierna helt övervinns. 
Inom det tidigare skedet, då Vondel först uppträdde som sonett- och emblemdiktare, faller rederijkersdramat Pascha (1612) med ämne från Du Bartas' "Seconde sepmaine", Hierusalem verwoest (1620), skrivet som religiöst motstycke till Senecas "Troades" efter Garniers "Les juives" med inflytande från Tasso och Du Bartas, samt i anslutning till Senecas "Agamemnon", Palamedes (1625), ett politisk-religiöst tillfällighetsstycke där Euripides' fabel får tjäna till omklädnad för en gripande satir över synoden i Dordrecht (1619) och mordet på Oldenbarnevelt, vilket satte lidelserna i svallning och så när kostat sin författare livet. 
Det andra skedet (1637-54), som visar skalden på höjdpunkten av sin utveckling, kännetecknas av Gijsbrecht van Aemstel (1637), en dramatisering efter Vergilius' skildring av Trojas undergång av en legendarisk episod ur Amsterdams medeltidshistoria som skrevs för invigningen av stadens nya skådebana och länge uppfördes varje nyår, men som ådrog Vondels förföljelse för begynnande katolska tänkesätt, Maeghden (1639), behandlande legenden om Ursulas och de 11 000 jungfrurnas offerdöd i Köln, Joseph in Dothan och Joseph in Egypte (1640), Peter en Pauwels (1641), Maria Stuart of gemartelde majesteit (1646), som trycktes anonymt i Köln och varför Vondel ådömdes böter, pastoraldramat De Leeuwendalers (1647) efter Guarinis "Pastor fìdo" och Tassos "Aminta", med anledning av det stundande fredsslutet i Münster, samt Lucifer (1654), Vondels mest upphöjda tragedi, som i de lyriska partierna nästan överträffas av den 77-årige diktarens Adam in ballingschap (1664) med titel och ämne från Grotius' "Adamus exsul". 
Som sin främsta tragedi betraktade Vondel själv Jephta (1659), i vars förord Vondel har redogjort för några åsikter om det antika dramat. Förordet är starkt påverkat av samtida latinska auktoriteter. Hans sista drama är Noah (1667). Hand i hand med denna självständiga diktning går hans tolkningar av Seneca, Sofokles och Euripides vid sidan av översättningar av Horatius, Vergilius och Ovidius, medan han ytterligare framträder som katolicismens diktare i Brieven der heilige maeghden (1642), Altaergeheimenissen (1645) och Johannes de boetgezant (1662). Vondels Koning Davids harpzangen är tillägnad drottning Kristina av Sverige (1657), hans outgivna översättning (cirka 1640) av Tassos "Gerusalemme liberata" återfanns på 1800-talet i Sankt Petersburg. Vondels korta Aenleidinge ter nederduitsche dichtkunste (1650) anses som en av den holländska litteraturens främsta prosaskrifter.

### Lyrik

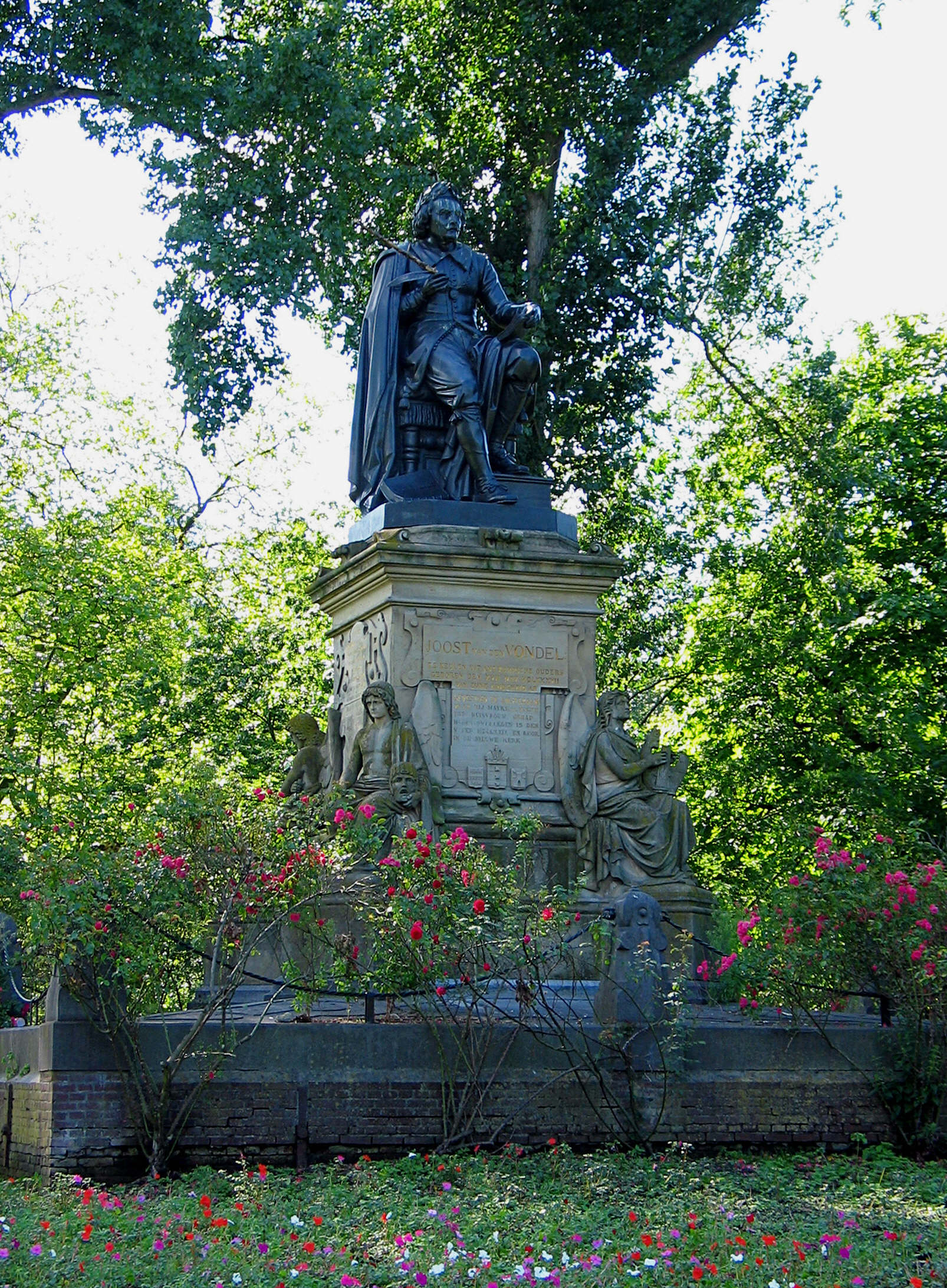
Joost van den Vondel som staty i Vondelpark Amsterdam.

Redan genom sina dramatiska körer (reien) gäller Vondel som en av Hollands största lyriker. Hans mest berömda dikt är odet De Rijnstroom (cirka 1626-29 eller före 1635). Bland skaldens tillfällighetsdikter kan nämnas Vechtzang ("De vleiende sireen") över Maria Tesselschade och Allard Crombalch (1623), Verlossinge van Huygh de Groot, över Grotius' befrielse ur fångenskapen på Loevestein 1621, Olijftack aen Gustaef Adolf, skaldens bön till Gustav II Adolf att skona hans födelsestad Köln (1632), Kinderlijk och Uitvaart (Likfärd) van mijn dochterken (1633), Uitvaart van Maria van den Vondel (1668) och främst Dionysios (1633), Vondels tröstedikt till G. Vossius över hans under förberedelserna till en resa till Sverige avlidne son. 
I sin Blijde inkomste van Koninginne Christina te Rome besjunger skalden Kristinas tronavsägelse och hennes mottagande i Rom av påven Alexander VII i december 1655, sedan han tidigare (1647) på uppdrag av svenske agenten Michiel Le Blon, firat henne i en svagare dikt och till lön fått en gyllene kedja. Dikterna över Oldenbarnevelt, Geuzevesper (omkr. 1630) och Het stockske van Joan van Oldenbarnevelt (något tidigare eller först omkring 1658), står på gränsen till Vondels satirer ("hekelgedichten"): Rommelpot van’t hanekot (1627, mot de kalvinistiska predikanterna). Roskam (Ryktborsten) och Harpoen (båda 1630), Decretum horribile (1630, mot predestinationsläran) med flera, medan andra, såsom Geboortklock van Willem van Nassau
(1626), Verovering van Grol (1627), Inwydinge van’t stadhuis (1655), firar nationella tilldragelser av betydelse.